# Besjin-engen
Besjin-engen (russisk: Бежин луг) er en sovjetisk film fra 1937 af Sergej Eisenstein. Filmen er berømt for at være uønsket i Sovjetunionen og for at have været antaget ødelagt forinden færdiggørelsen.
Filmen fortæller historien om en ung pioner, der er søn af en bonde, der af politiske grunde modarbejder sovjetstaten ved at forsøge at sabotere årets høst. Sammen med de andre pionerer forsøger drengen at stoppe faderen i sit forehavende, ligesom han melder faren til myndighederne. I filmens klimaks dræber faren sønnen, og der bryder et oprør ud i landsbyen. Filmen har sin titel fra en bog af Ivan Turgenev, men er baseret på den russiske dreng Pavlik Morozovs skæbne, en ung russisk dreng, der blev en politisk martyr efter sin død i 1932, efter at han havde meldt sin far til de sovjetiske myndigheder, hvorefter hans familie slog ham ihjel. Pavlik Morozov er siden hædret i skolebøger, poesi, musik og film.
Filmen blev produceret i årene 1935-1937 overvåget af en kommunistisk ungdomsgruppe, indtil produktionen blev indstillet, idet myndighederne vurderede, at filmen havde kunstneriske, sociale og politiske mangler. Det er hævdet, at filmen blev stoppet højt oppe i Sovjetunionens regering, muligvis af Josef Stalin selv. Efter filmen var blevet indstillet kaldte Eisenstein offentligt sin film for en fejl. Flere personer blev i den efterfølgende debat arresteret.
Optagelserne Besjin-engen blev længe anset for tabt, men i 1960'erne fandt man dele af optagelserne og billeder fra filmen og der blev påbegyndt et arbejde med at rekonstruere filmen ud fra det originale manuskript. Filmen benytter en omfattende religiøs symbolik og har også af den grund påkaldt sig interesse, og filmen og de usædvanlige omstændigheder ved sin tilblivelse er blevet diskuteret i og udenfor filmkredse. Filmens billedsprog er blevet fremhævet som blandt det fremmeste i filmhistorien.

## Medvirkende
- Viktor Kartasjov
- Nikolaj Khmeljov
- Boris Zakhava
- Jekaterina Telesjova
- Pjotr Arzjanov